# Propriá
Propriá là một đô thị thuộc bang Sergipe, Brasil. Đô thị này có diện tích 95,51 km², dân số năm 2007 là 27487 người, mật độ 287,79 người/km².